# Tobrilus zakopanensis
Tobrilus zakopanensis är en rundmaskart som först beskrevs av Stefanski 1924.  Tobrilus zakopanensis ingår i släktet Tobrilus och familjen Tripylidae. Inga underarter finns listade i Catalogue of Life.